# Rogalinko
Rogalinko [pronunciación en polaco: /rɔɡaˈlinkɔ/] (en alemán: Schäferei) es un asentamiento en el distrito administrativo de Gmina Świdwin, dentro del Distrito de Świdwin, Voivodato de Pomerania Occidental, en el noroeste de Polonia. Se encuentra aproximadamente 8 kilómetros al noreste de Świdwin y 96 kilómetros al noreste de la capital regional, Szczecin.